# دوبراتیتسه
دوبراتیتسه (به چکی: Dobratice) یک منطقهٔ مسکونی در جمهوری چک است که در ناحیه فریدک-میستک واقع شده‌است. دوبراتیتسه ۷٫۰۴ کیلومتر مربع مساحت و ۱٬۰۳۲ نفر جمعیت دارد و ۳۴۵ متر بالاتر از سطح دریا واقع شده‌است.